# 谷原公

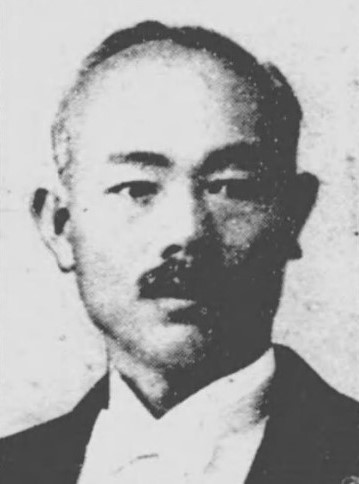
谷原公

谷原 公（たにはら いさお、1884年（明治17年）9月2日 - 1982年（昭和57年）11月6日）は、日本の政治家、弁護士。

## 経歴
徳島県海部郡、のちの川上村（海南町を経て現海陽町）出身。1914年、明治大学法科卒業。小学校校長、川上村長、徳島県会議員等を経て、1924年5月の第15回衆議院議員総選挙において徳島3区(小選挙区制)から政友本党公認で立候補して初当選。以来1945年12月までの間、徳島1区(1928年の第16回衆議院議員総選挙から)から衆議院議員に4期当選。衆議院懲罰委員長を歴任した。所属は立憲民政党を経て、1945年の第21回衆議院議員総選挙（いわゆる「翼賛選挙」）では翼賛政治体制協議会の推薦を受けて当選。翼賛政治会から大日本政治会と変わり、戦後は日本進歩党に所属するが、大政翼賛会の推薦議員のため公職追放となり、追放解除後は政界に復帰しなかった。このほか徳島弁護士会長などを務めた。